# Rejon wyłkowyski
Rejon wyłkowyski (lit. Vilkaviškio rajono savivaldybė) – rejon w zachodniej Litwie.